# Tempa Tsering
Ne doit pas être confondu avec Tenpa Tsering.
Tempa Tsering (tibétain : བསྟན་པ་ཚེ་རིང་, Wylie : Bstan-pa Tse-ring, né le 15 mai 1950 au Tibet), est un homme politique tibétain représentant du 14e dalaï-lama à New Delhi et membre du gouvernement tibétain en exil dont il fut ministre des Affaires étrangères d'août 2006 à août 2012. Il est le mari de Jetsun Pema, la sœur cadette du dalaï-lama.

## Jeunesse
Après l'invasion chinoise du Tibet en 1950, lui et sa famille se sont échappés en exil en Inde. Il a reçu un enseignement secondaire à l'école Dr. Graham's Homes (en) à Kalimpong, puis, il a obtenu son Baccalauréat universitaire ès sciences au Madras Christian College de Madras (Chennai) en Inde.

## Carrière gouvernementale
Il a été élu membre du Comité exécutif central du Congrès de la jeunesse tibétaine et son conseiller. En 1973, il rejoint le service civile tibétain en tant que secrétaire interprète et le bureau du camp de réfugiés tibétains de Bylakuppe. De 1973 à 1974, il est greffier division inférieure. De 1974 à 1980, il est secrétaire adjoint au ministère des Affaires étrangères du gouvernement tibétain en exil. Entre 1981 et 1985, il est secrétaire adjoint (et plus tard secrétaire additionnel) du bureau du 14e dalaï-lama. De 1988 à 1990, il est secrétaire additionnel au ministère de l'intérieur, et coordinateur en chef du Bureau du représentant en chef des cinq camps de réfugiés dans l'État du Karnataka. De 1991 à 1999, il est secrétaire du ministère des Affaires étrangères. En 1995, il est porte-parole du gouvernement tibétain en exil et déclare à la suite de la désignation le 29 novembre 1995 de Gyancain Norbu par tirage au sort effectué avec une urne d'or : « La réincarnation du panchen-lama est une affaire religieuse et les Tibétains ne reconnaîtront que celui que le dalaï-lama a reconnu » (Gedhun Choekyi Nyima). 
En 2000, le Parlement tibétain en exil, à partir d'une liste de candidats proposés par le dalaï-lama, l'a élu en tant que ministre (tibétain : Kalon). Il a été en poste au ministère de l'intérieur du 11e Cabinet (tibétain: Kashag) entre 1999 et 2001. En 2006, il est nommé ministre par Samdhong Rinpoché, et approuvé ensuite par le Parlement, et devient ministre des Affaires étrangères jusqu'en novembre 2007, où il devint représentant du dalaï-lama au Bureau du Tibet de New Delhi,. 
Il a été candidat à l'élection du Premier ministre tibétain de 2011.

## Famille
Il a épousé en 1986 Jetsun Pema, la sœur cadette du dalaï-lama.